# Начальник Генерального штаба Вооружённых сил Российской Федерации
Начальник Генерального штаба Вооружённых сил Российской Федерации (НГШ ВС России) — высшая военная должность в Вооружённых силах России. Начальник Генштаба занимает также должность первого заместителя министра обороны России.
Полномочия начальника Генштаба:
- Оперативное управление Вооружёнными Силами;
- Перевод Вооружённых сил на организацию и состав военного времени и организация их применения;
- Координация деятельности федеральных органов исполнительной власти, осуществляющих управление другими войсками и воинскими формированиями, по реализации планов строительства и развития других войск и воинских формирований;
- Организация проверок боевой и мобилизационной готовности Вооружённых Сил, а также осуществление контроля над состоянием мобилизационной готовности других войск, воинских формирований и органов;
- Внесение предложений о заключении международных договоров Российской Федерации по военным вопросам;
- Утверждение положения о подразделениях, входящих в структуру Генерального штаба;
- Внесение на рассмотрение Министра обороны Российской Федерации предложения по воинским должностям, подлежащим замещению высшими офицерами в Вооружённых Силах.

Начальник Генерального штаба осуществляет также иные полномочия в соответствии с федеральными конституционными законами, федеральными законами, другими нормативными правовыми актами Российской Федерации, приказами и директивами Верховного Главнокомандующего Вооружёнными силами Российской Федерации и Министра обороны Российской Федерации.

## Список начальников Генштаба
| Имя                                                                                | Изображение                                                                    | Воинское звание                                                                | Вступил в должность                                                            | Освобождён от должности                                                        |
| Директора Инспекторского департамента Военного министерства Российской империи     | Директора Инспекторского департамента Военного министерства Российской империи | Директора Инспекторского департамента Военного министерства Российской империи | Директора Инспекторского департамента Военного министерства Российской империи | Директора Инспекторского департамента Военного министерства Российской империи |
| ---------------------------------------------------------------------------------- | ------------------------------------------------------------------------------ | ------------------------------------------------------------------------------ | ------------------------------------------------------------------------------ | ------------------------------------------------------------------------------ |
| Павел Гагарин                                                                      |                                                                                | Генерал-адъютант                                                               | 9 августа 1812                                                                 | 13 декабря 1814                                                                |
| Андрей Клейнмихель                                                                 |                                                                                | Генерал-лейтенант                                                              | 13 декабря 1814                                                                | 25 июня 1815                                                                   |
| Начальники Главного штаба Русской императорской армии                              |                                                                                |                                                                                |                                                                                |                                                                                |
| Фёдор Гейден                                                                       |                                                                                | Генерал-адъютант Генерал-лейтенант                                             | 1 января 1866                                                                  | 22 мая 1881                                                                    |
| Николай Обручев                                                                    |                                                                                | Генерал-лейтенант Генерал от инфантерии                                        | 10 июня 1881                                                                   | 31 декабря 1897                                                                |
| Виктор Сахаров                                                                     |                                                                                | Генерал-лейтенант                                                              | 20 января 1898                                                                 | 11 марта 1904                                                                  |
| Пётр Фролов                                                                        |                                                                                | Генерал-лейтенант                                                              | 11 марта 1904                                                                  | 28 июня 1905                                                                   |
| Начальники Главного управления Генерального штаба Русской императорской армии      |                                                                                |                                                                                |                                                                                |                                                                                |
| Фёдор Палицын                                                                      |                                                                                | Генерал от кавалерии                                                           | 21 июня 1905                                                                   | 2 декабря 1908                                                                 |
| Владимир Сухомлинов                                                                |                                                                                | Генерал от кавалерии                                                           | 2 декабря 1908                                                                 | 11 марта 1909                                                                  |
| Александр Мышлаевский                                                              |                                                                                | Генерал от инфантерии                                                          | 11 марта 1909                                                                  | сентябрь 1909                                                                  |
| Евгений Гернгросс                                                                  |                                                                                | Генерал-лейтенант                                                              | сентябрь 1909                                                                  | 22 февраля 1911                                                                |
| Яков Жилинский                                                                     |                                                                                | Генерал от кавалерии                                                           | 22 февраля 1911                                                                | 4 марта 1914                                                                   |
| Николай Янушкевич                                                                  |                                                                                | Генерал-майор                                                                  | 5 марта 1914                                                                   | 1 августа 1914                                                                 |
| Михаил Беляев                                                                      |                                                                                | Генерал-майор                                                                  | 1 августа 1914                                                                 | 10 августа 1916                                                                |
| Пётр Аверьянов                                                                     |                                                                                | Генерал-лейтенант                                                              | 10 августа 1916                                                                | 15 мая 1917                                                                    |
| Иван Романовский                                                                   |                                                                                | Генерал-лейтенант                                                              | 18 июля 1917                                                                   | 26 сентября 1917                                                               |
| Владимир Марушевский                                                               |                                                                                | Генерал-майор                                                                  | 26 сентября 1917                                                               | 23 ноября 1917                                                                 |
| Начальник Генштаба и управляющим Военным министерством                             |                                                                                |                                                                                |                                                                                |                                                                                |
| Николай Потапов                                                                    |                                                                                | Генерал-майор                                                                  | 23 ноября 1917                                                                 | май 1918                                                                       |
| Начальники Всероссийского главного штаба Революционного военного совета Республики |                                                                                |                                                                                |                                                                                |                                                                                |
| Николай Стогов                                                                     |                                                                                | Генерал-майор                                                                  | 8 мая 1918                                                                     | 2 августа 1919                                                                 |
| Александр Свечин                                                                   |                                                                                |                                                                                | 2 августа 1919                                                                 | 22 октября 1919                                                                |
| Николай Раттэль                                                                    |                                                                                |                                                                                | 22 октября 1919                                                                | 10 февраля 1921                                                                |
| Полевой штаб Революционного военного совета Республики                             |                                                                                |                                                                                |                                                                                |                                                                                |
| Николай Раттэль                                                                    |                                                                                |                                                                                | 6 сентября 1918                                                                | 21 октября 1918                                                                |
| Фёдор Костяев                                                                      |                                                                                |                                                                                | 21 октября 1918                                                                | 18 июня 1919                                                                   |
| Михаил Бонч-Бруевич                                                                |                                                                                |                                                                                | 18 июня 1919                                                                   | 22 июля 1919                                                                   |
| Павел Лебедев                                                                      |                                                                                |                                                                                | 22 июля 1919                                                                   | 10 февраля 1921                                                                |
| Штаб Рабоче-Крестьянской Красной Армии                                             |                                                                                |                                                                                |                                                                                |                                                                                |
| Павел Лебедев                                                                      |                                                                                |                                                                                | 10 февраля 1921                                                                | апрель 1924                                                                    |
| Михаил Фрунзе                                                                      |                                                                                |                                                                                | апрель 1924                                                                    | январь 1925                                                                    |
| Сергей Каменев                                                                     |                                                                                |                                                                                | январь 1925                                                                    | ноябрь 1925                                                                    |
| Михаил Тухачевский                                                                 |                                                                                |                                                                                | ноябрь 1925                                                                    | май 1928                                                                       |
| Борис Шапошников                                                                   |                                                                                |                                                                                | май 1928                                                                       | апрель 1931                                                                    |
| Владимир Триандафиллов                                                             |                                                                                |                                                                                | май 1931                                                                       | июль 1931                                                                      |
| Александр Егоров                                                                   |                                                                                | Маршал Советского Союза                                                        | июль 1931                                                                      | 10 мая 1937                                                                    |
| Генеральный штаб Рабоче-Крестьянской Красной Армии                                 |                                                                                |                                                                                |                                                                                |                                                                                |
| Борис Шапошников                                                                   |                                                                                | Командарм 1-го ранга                                                           | 10 мая 1937                                                                    | август 1940                                                                    |
| Кирилл Мерецков                                                                    |                                                                                | Генерал армии                                                                  | август 1940                                                                    | январь 1941                                                                    |
| Георгий Жуков                                                                      |                                                                                | Генерал армии                                                                  | февраль 1941                                                                   | 29 июля 1941                                                                   |
| Борис Шапошников                                                                   |                                                                                | Маршал Советского Союза                                                        | 29 июля 1941                                                                   | 11 мая 1942                                                                    |
| Александр Василевский                                                              |                                                                                | Генерал-полковник Генерал армии Маршал Советского Союза                        | 26 июня 1942                                                                   | февраль 1945                                                                   |
| Алексей Антонов                                                                    |                                                                                | Генерал армии                                                                  | февраль 1945                                                                   | 22 марта 1946                                                                  |
| Генеральный штаб Вооружённых Сил Союза Советских Социалистических Республик        |                                                                                |                                                                                |                                                                                |                                                                                |
| Александр Василевский                                                              |                                                                                | Маршал Советского Союза                                                        | 22 марта 1946                                                                  | ноябрь 1948                                                                    |
| Сергей Штеменко                                                                    |                                                                                | Генерал армии                                                                  | ноябрь 1948                                                                    | июнь 1952                                                                      |
| Василий Соколовский                                                                |                                                                                | Маршал Советского Союза                                                        | июнь 1952                                                                      | апрель 1960                                                                    |
| Матвей Захаров                                                                     |                                                                                | Маршал Советского Союза                                                        | апрель 1960                                                                    | март 1963                                                                      |
| Сергей Бирюзов                                                                     |                                                                                | Маршал Советского Союза                                                        | март 1963                                                                      | 19 октября 1964                                                                |
| Матвей Захаров                                                                     |                                                                                | Маршал Советского Союза                                                        | ноябрь 1964                                                                    | сентябрь 1971                                                                  |
| Виктор Куликов                                                                     |                                                                                | Генерал армии                                                                  | сентябрь 1971                                                                  | 7 января 1977                                                                  |
| Николай Огарков                                                                    |                                                                                | Маршал Советского Союза                                                        | 7 января 1977                                                                  | сентябрь 1984                                                                  |
| Сергей Ахромеев                                                                    |                                                                                | Маршал Советского Союза                                                        | сентябрь 1984                                                                  | 2 ноября 1988                                                                  |
| Михаил Моисеев                                                                     |                                                                                | Генерал-полковник Генерал армии                                                | декабрь 1988                                                                   | 23 августа 1991                                                                |
| Владимир Лобов                                                                     |                                                                                | Генерал армии                                                                  | 25 августа 1991                                                                | 7 декабря 1991                                                                 |
| Виктор Самсонов (1941—2024)                                                        |                                                                                | Генерал-полковник                                                              | 7 декабря 1991                                                                 | 20 марта 1992                                                                  |
| Генеральный штаб Вооружённых Сил Российской Федерации                              |                                                                                |                                                                                |                                                                                |                                                                                |
| Виктор Дубынин (1943—1992)                                                         |                                                                                | Генерал-полковник Генерал армии                                                | 10 июня 1992                                                                   | 22 ноября 1992                                                                 |
| Михаил Колесников (1939—2007)                                                      |                                                                                | Генерал-полковник Генерал армии                                                | 23 декабря 1992                                                                | 18 октября 1996                                                                |
| Виктор Самсонов (1941—2024)                                                        |                                                                                | Генерал армии                                                                  | 18 октября 1996                                                                | 22 мая 1997                                                                    |
| Анатолий Квашнин (1946—2022)                                                       |                                                                                | Генерал-полковник Генерал армии                                                | 22 мая 1997                                                                    | 19 июля 2004                                                                   |
| Юрий Балуевский (род. 1947)                                                        |                                                                                | Генерал-полковник Генерал армии                                                | 19 июля 2004                                                                   | 3 июня 2008                                                                    |
| Николай Макаров (род. 1949)                                                        |                                                                                | Генерал армии                                                                  | 3 июня 2008                                                                    | 9 ноября 2012                                                                  |
| Валерий Герасимов (род. 1955)                                                      |                                                                                | Генерал-полковник Генерал армии                                                | 9 ноября 2012                                                                  |                                                                                |

## Заместители
- Первый заместитель начальника Генерального штаба Вооруженных Сил Российской Федерации
- Начальник Главного оперативного управления — первый заместитель начальника Генерального штаба Вооруженных Сил Российской Федерации
- Начальник Главного управления — заместитель начальника Генерального штаба Вооруженных Сил Российской Федерации
- Начальник Главного организационно-мобилизационного управления — заместитель начальника Генерального штаба Вооруженных Сил Российской Федерации
- Начальник Главного управления связи Вооруженных Сил Российской Федерации — заместитель начальника Генерального штаба Вооруженных Сил Российской Федерации
- Председатель Военно-научного комитета Вооруженных Сил Российской Федерации — заместитель начальника Генерального штаба Вооруженных Сил Российской Федерации

## Учебные заведения
Начальнику Генерального штаба Вооружённых Сил Российской Федерации — первому заместителю Министра обороны Российской Федерации — подчинены военные учебные заведения:
- Военная академия Генерального штаба Вооружённых Сил Российской Федерации
- Военная академия связи имени Маршала Советского Союза С. М. Будённого
- Военная академия радиационной, химической и биологической защиты имени Маршала Советского Союза С. К. Тимошенко
- Краснодарское высшее военное училище имени генерала армии С. М. Штеменко
- Тюменское высшее военно-инженерное командное училище имени маршала инженерных войск А. И. Прошлякова
- Череповецкое высшее военное инженерное училище радиоэлектроники
- Московское военно-музыкальное училище имени генерал-лейтенанта В. М. Халилова
- Кадетская школа IT-технологий Военной академии связи имени Маршала Советского Союза С. М. Будённого[2]